# Philippe Joudiou
Philippe Joudiou (18. listopadu 1922 – 23. března 2008 Paříž, 14. obvod) byl francouzský fotograf, spisovatel a ilustrátor.

## Životopis
Po uměleckých studiích zahájil Philippe Joudiou v roce 1947 ve svých 25 letech cestu do Indie s nadějí, že se setká s Gándhím. Tato první iniciační cesta ho zavedla mezi říjnem 1947 a prosincem 1948 přes Itálii, Řecko, Palestinu, Libanon, Egypt, Adenský záliv, Srí Lanku a nakonec Indii, dále Kambodžu, Indočínu až do Hongkongu. Přivezl stovky černobílých fotografií a cestovních poznámek. Tato cesta, uskutečněná v největší možné nouzi, mu umožnila objevovat rozmanitost civilizací a zejména orientálních spiritualit.
O dva roky později se vydal na Saharu, kde od března do září 1950 putoval z Alžíru do Doualy přes Niger a několik měsíců pobýval v severním Kamerunu.
Později zejména ilustroval náboženská díla nebo díla určená pro mládež. Od roku 2000 byly vydávány dvě knihy sestávající z cestovních poznámek, fotografií a náčrtů týkajících se dvou velkých cest jeho mládí: v roce 2006 jeho první cestovní deník Algiers-Douala, poté v roce 2015 Paris-Assise-Bénarès. Jeho dcera Anne Joudiou je rovněž fotografkou a ilustrátorkou.

## Výstavy
- Jaro 2006, výstava "Dupif" galerie, Paříž
- Zima 2007, výstava Fnac Ternes, Paříž
- Květen 2008, výstava v Centre Iris, Paříž[6]
- Září 2015, výstava v kapli Saint-François v Couvent des Franciscains, Paříž[7]
- Podzim 2018, výstava v Maison Jules-Roy, Vézelay[8]